# ذا دوكس أوف هازرد
دوقات هازارد هو عبارة عن مسلسل أمريكي للتلفزيون عرض على شبكة سي بي اس التلفزيونية من 1979 إلى 1985.

## قصة
السلسلة تتحدث عن يلي بو ولوك ديوك هما شخصين يحبون السباقات ويعشون في منطقة ريفية في مقاطعة هازارد خيالية، جورجيا مع ابنة عمهما الجذابة ديزي وجيسي العم وكل كثير من الحلقات يحاربون السياسي الفاسد بوس هوغ الذي يرتشي من بعض الأعمال في القرية

## شخصيات
- لوك هو شخص الذي يخطط الخطط في المسلسل هو وهو ابن عم ديزي وبو
- بو هو شاب مراهق هو في الغالب الذي يقود السيارات أثناء المطاردات وهو ابن عم ديزي ولوك
- ديزي هي ابنة عم بو ولوك وهي جميلة وجذابة وتعمل في بعض الأحيان نادلة طموحها ان تكون مغنية

## بطولة
- - جون شنايدر
- كاترين باخ
- دنفر بايل
- ريك هيرست
- بن جونز
- جيمس بيست
- سوريل بوك
- ايلون جينينجز
- الكرز بايرون (1982-1983)
- كريستوفر ماير

## أفلام
- ذا دوكس اوف هازرد (فيلم)
- ذا دوكس اوف هازرد : ذا بكننك
- ذا دوكس اوف هازرد : هازارد في هوليوود!
- ذا دوكس اوف هازرد : ريونيون!

## روابط خارجية
- ذا دوكس أوف هازرد على موقع IMDb (الإنجليزية)
- ذا دوكس أوف هازرد على موقع ميتاكريتيك (الإنجليزية)
- ذا دوكس أوف هازرد على موقع روتن توميتوز (الإنجليزية)
- ذا دوكس أوف هازرد على موقع كينوبويسك (الروسية)
- ذا دوكس أوف هازرد على موقع ألو سيني (الفرنسية)
- ذا دوكس أوف هازرد على موقع قاعدة بيانات الفيلم (الإنجليزية)